# Timeline
Timeline Antofagasta es un medio de comunicación digital chileno con enfoque regional, centrado en noticias, análisis y contenido multimedia sobre la Región de Antofagasta.

## Historia
Timeline fue fundado el 2013 por los periodistas Jorge Ortiz Abarca y Patricio Figueroa. Este portal digital se ha posicionado como un medio noticiario que combina actualidad, profundidad y análisis crítico, su enfoque en la Región de Antofagasta y sus dinámicas sociales, políticas, económicas y culturales.
Desde su comienzo, su función principal ha sido a informar sobre la contingencia local. Su estructura inicial fue reducida, con un enfoque editorial centrado en el análisis de la política regional, la infraestructura urbana, la vida cultural y los problemas sociales del norte del país.
En junio de 2023, el medio participó cubriendo el inicio del Caso Convenios, cuyo caso marcó un punto de inflexión dentro de la discusión pública sobre transparencia y gestión de recursos públicos en Chile. La investigación realizada por los periodistas Jonathan Mondaca y Jorge Ortiz Abarca, dio a conocer la firma de tres convenios por más de 426 millones de pesos entre la Fundación Democracia Viva —ligada a militantes del partido Revolución Democrática (RD)— y la Secretaría Regional Ministerial de Vivienda y Urbanismo de Antofagasta (SEREMI MINVU), dirigida en aquel entonces por Carlos Contreras, exjefe de gabinete de la diputada Catalina Pérez.
Esta investigación fue la primera en alertar públicamente sobre los vínculos políticos detrás de los convenios y la rapidez con que fueron adjudicados. Esta publicación tuvo una alta repercusión dentro de los medios nacionales, siendo citada por medios como El Mostrador, La Tercera, Radio Biobío y CHV Noticias.
Este reportaje logró:
- Una investigación administrativa de la Contraloría General de la República, que en septiembre de 2023, concluyó que existió falta de justificación técnica y serios cuestionamientos en los procesos de asignación.
- Investigaciones judiciales del Ministerio Público, que terminaron con formalizaciones y prisión preventiva para Carlos Contreras y Daniel Andrade, director de Democracia Viva.[8]
- Fuerte impacto político para el partido Revolución Democratica y el Frente Amplio, que incluyó la suspensión de la diputada Catalina Pérez, renuncias en cargos regionales y nacionales, así como la salida de varios funcionarios del gobierno.[9]

### Reconocimiento académico por trabajo investigativo
A raíz del reportaje, Timeline fue galardonado con el Premio Periodismo de Excelencia Escrito de la Universidad Alberto Hurtado, en la categoría Investigación.  Se añade de igual manera la presencia como el único medio chileno invitado al Festival de Periodismo de Investigación latinoamericano COLPIN, este festival congrega los mejores trabajos periodísticos del continente, en Ciudad de México, donde fue presentado el Caso Convenios.

## Equipo directivo
| Responsable         | Función              |
| ------------------- | -------------------- |
| Jorge Ortiz Abarca  | Directivo            |
| Isi Waiz Manacá     | Producción           |
| Jonathan Mondaca    | Periodista           |
| Pablo Gómez         | Periodista           |
| Mario Pérez Bugueño | Columnista deportivo |